# Baälat
De Baälat was in de Mesopotamische, Kanaänitische en pre-dynastieke beschaving van het oude Egypte de titel van de vrouwelijke 'Baäl', zij die heerst, de gezagvoerster. Het woord beduidde de menselijke vertegenwoordigster van de godin wier cultus centraal stond in de tempelhuishouding. De Godin zelf was in het algemeen een gelijknamige van Ishtar (Astarte, Hathor). De hogepriesteres nam er samen met haar Baäl, die aanvankelijk in een gedelegeerde rang stond, het beheer van het centrale paleis of tempelcomplex met omliggende landerijen waar. 

Schrijfwijze en uitspraak van deze titel kon enigszins verschillen al naargelang de plaats. Zo was het in Ebla de 'Belatu'. Ook de titel 'Baäl' onderging gelijkaardige wijzigingen tot bijvoorbeeld 'Bel'. Het achtervoegsel .t na een woord diende om een vrouwelijke vorm aan te geven (zoals .u vaak op een meervoudsvorm duidde). Na de invoering van de mannelijke godheid El werd diens vrouwelijke pendant Elat of gewoon Lat genoemd. Zij werd als 'de godin' vereerd, dat wil zeggen als haar incarnatie of plaatswaarneemster op aarde.
Later werd de naam van de functie, in het algemeen door niet-begrijpende buitenstaanders, gelijkgesteld met de naam van de godheid die zij vertegenwoordigde. En nog later werd deze nieuwe naam als een onwezen gedemoniseerd en beklad, samen met haar mannelijke tegenhanger, voornamelijk om politieke motieven eerder dan puur religieuze.
De Grieken noemden haar Baaltis. In Byblos heette zij Ba‘alat Gebal of Baälat Gebel. (Gebel was de plaatsaanduiding voor Byblos). Daar en op andere plaatsen werd zij onderscheiden in de iconografie van Ashtart en vergelijkbare godinnen door het dragen van twee grote rechtopstaande veren in de haartooi.
De tempel van de stadsgodin Baälat Gubla in Byblos is waarschijnlijk al rond 2800 v.Chr. gesticht en werd geleidelijk uitgebreid. Het heiligdom is tot in de Romeinse tijd in gebruik gebleven. De contacten met het Oude Egypte waren ook al vroeg van belang. Er zijn scherven van vazen van Menkaura, Unas en zowel Pepi I als Pepi II gevonden. Een inscriptie van Sneferu verklaart de Egyptische aanwezigheid: het cederhout van de Libanon. Zo werd de Baälat in Egypte ook met de godin Hathor vereenzelvigd, maar eveneens vanwege de associatie met seks en tempelprostitutie. In Dendera werd Hathor zelfs beschreven als residerend in Byblos.
In de kleine Hathortempel te Serabit el-Khadim in de Sinaï droeg een sfinx in zandsteen zowel de naam van Hathor in hiërogliefen als de naam van Baälat in vroeg Semitisch alfabetisch schrift.
De verering van Baälat kan teruggaan tot de 3e dynastie van Egypte onder farao Sneferu. Maar de assimilatie met Hathor wijst erop dat zij zelden als een individuele godheid werd aangezien. Waarschijnlijk hechtten vooral Egyptenaren die in de handel met de Libanon betrokken waren het meeste belang aan haar.